# Jairzinho
Jairzinho (* 25. Dezember 1944 in Rio de Janeiro), eigentlich Jair Ventura Filho, ist ein ehemaliger brasilianischer Fußballspieler und -trainer.

## Clubs und Trainerstationen
Jairzinho startete seine aktive Fußballerkarriere 1957 bei Botafogo Rio de Janeiro, dem er bis 1974 treu blieb (brasilianischer Vizemeister 1972), ehe er zum französischen Erstligisten Olympique Marseille wechselte, mit dem er gleich auf Anhieb französischer Vizemeister wurde. Zwei Jahre später ging der Brasilianer wieder in seine Heimat zu Cruzeiro Belo Horizonte, um mit ihnen den Copa Libertadores, den bedeutendsten südamerikanischen Vereinspokal, zu gewinnen. Danach spielte er für Jorge Wilstermann in Bolivien, ehe er schließlich seine Karriere beim Portuguesa FC in Venezuela beendete. Anschließend begann er eine Laufbahn als Trainer. Während der Qualifikation zur Fußball-Weltmeisterschaft 2006 war er Nationaltrainer der gabunischen Fußballnationalmannschaft.

## Nationalmannschaft

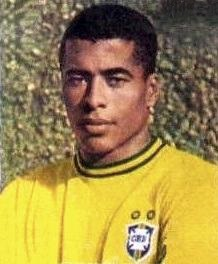
Jairzinho (1970)

Von 1964 bis 1982 bestritt der Stürmer 81 Länderspiele (33 Tore), stand 1966, 1970 und 1974 mit Brasilien in den Endrunden der Fußball-Weltmeisterschaft. 1964 fand in Brasilien die sogenannte Taça das Nações statt, ein Mini-Turnier mit Brasilien, England, Argentinien und Portugal. Jairzinho spielte seine ersten Spiele für Brasilien und traf zweimal.
Das WM-Turnier 1966 verlief für die Brasilianer enttäuschend. Der zweifache Weltmeister scheiterte bereits in der Vorrunde. Jairzinho, der bei jedem Spiel von Anfang bis Ende auf dem Platz stand, gelang kein Tor. Die WM 1970 in Mexiko war der Höhepunkt seines Fußballerlebens: Brasilien gewann alle Qualifikations- und alle Endrundenspiele und wurde souverän Weltmeister. Jairzinho hatte in der Qualifikation drei Mal getroffen. Er steuerte 1970 beim Endspiel im Aztekenstadion von Mexiko selbst einen Treffer zu Brasiliens Weltmeistertitel bei. Jairzinho wiederholte bei dieser WM die Leistung von Just Fontaine (WM 1958) und erzielte in jedem Spiel einer WM mindestens ein Tor. Die Torschützenkrone gewann zwar der Deutsche Gerd Müller, jedoch gehörte Jairzinho neben Pele zu den Stars der WM. 1972 fand in Brasilien die Taça Independência statt, ein Turnier mit 18 Nationalmannschaften und 2 Kontinentalvertretungen. Brasilien gewann das Turnier und Jairzinho schoss das Siegtor zum 1:0-Finalerfolg gegen Portugal. Insgesamt traf er zweimal im Turnier.
1974 bei der WM in Deutschland wurde Brasilien Vierter und Jairzinho gelangen im Turnier zwei Treffer.

## Weiteres
Vom World Soccer Magazine wurde Jairzinho im Dezember 1999 unter den 100 besten Fußballern des 20. Jahrhunderts auf Platz 27 gewählt.
Zur Fußball-Weltmeisterschaft 2006 in Deutschland feierte Jairzinho ein Comeback als Sänger der Musikgruppe
Legendarios do Brasil, die ihre Mannschaft bis zu ihrem Ausscheiden begleiteten. Die von Jan-Eric Kohrs produzierte Gruppe, die aus den sechs ehemaligen brasilianischen Weltmeistern Jairzinho, Brito, Altair (o magro), Jair da Costa, Roberto Miranda und Marco Antônio bestand, sang brasilianische Samba- und Bossa-Nova-Klassiker und wurde international veröffentlicht.
Der Fußballtrainer Jair Ventura ist sein Sohn.

## Erfolge
Brasilianische Fußballnationalmannschaft
- Fußball-Weltmeister: 1970
- Gewinn der Taça Independência 1972
- Vierter der Weltmeisterschaft 1974

Botafogo FR
- Pequeña Copa del Mundo de Clubes: 1967, 1968, 1970
- Taça Brasil: 1968
- Torneio Rio-São Paulo: 1964, 1966

Cruzeiro Belo Horizonte
- Copa Libertadores: 1976